# Myiapharus hyphena
Myiapharus hyphena är en tvåvingeart som först beskrevs av Townsend 1927.  Myiapharus hyphena ingår i släktet Myiapharus och familjen parasitflugor. Inga underarter finns listade i Catalogue of Life.